# パラゴンズ
パラゴンズ（英: The Paragons）は、ジャマイカのスカ／ロックステディ／レゲエ・グループ。1960年代初期に結成され、コーラス・グループ全盛期に多くのレコードを残した。1967年にオリジナル・メンバーのボブ・アンディが脱退、何度かのメンバー交代を経てジョン・ホルト、タイロン・エヴァンス、ハワード・バレットの三人組として活動していた。
1967年に発表した「The Tide Is High」はのちにブロンディによってカバーされ、ブロンディのバージョンは世界的な大ヒットとなった（邦題は「夢みるNo.1」）。

## ディスコグラフィー

### アルバム
- On The Beach (1967)
- With Roslyn Sweat (1974)
- The Paragons (1981)
- Now (1981)
- Positive Movements (1982)
- Heaven & Earth (1996)
- The Paragons Sing The Beatles And Bob Dylan (1998)
- The Legendary Paragons (2000)
- Yellowman Meets The Paragons (2002)
- The Paragons Return

### コンピレーション・アルバム
- Island In The Sun (2006)